# 颱風瑪娃 (2005年)
颱風瑪娃（英語：Typhoon Mawar）為2005年太平洋颱風季的熱帶氣旋之一。

## 氣象歷史
一個熱帶低氣壓在8月20日於硫黃島東南偏南約470公里的太平洋上形成。它向西北移動。並於8月21日增強成為一個颱風。兩日後，瑪娃採取偏北路徑移動，大致趨向日本。8月25日，它轉向東北推進。8月26日上午1時，瑪娃於日本神奈川縣三浦市登陸。上午1時半，瑪娃於日本千葉縣千葉市登陸，並於同日下午減弱為熱帶風暴。8月27日早上，它在太平洋上變成溫帶氣旋。

## 影響
受到瑪娃的影響，日本有一人死亡，五人受傷，超過30班航機被取消。

## 外部連結
- . 國立情報學研究所. （英文）